# Hugo von Below
Ludwig Hugo von Below (* 27. Oktober 1824 in Neumarkt, Provinz Schlesien; † 21. Juli 1905 in Oberstdorf) war ein preußischer Generalleutnant sowie Ehrenbürger der Stadt Posen.

## Leben

### Herkunft
Hugo entstammte dem Adelsgeschlecht von Below. Er war der Sohn des preußischen Kapitäns a. D. und Obersteuerkontrolleurs Otto von Below (1765–1846) und dessen dritter Ehefrau Julie, geborene von Diericke (1789–1857).

### Militärkarriere
Below besuchte die Kadettenhäuser in Kulm und Berlin. Anschließend wurde er am 12. August 1841 als Portepeefähnrich dem 11. Infanterie-Regiment der Preußischen Armee überwiesen und avancierte Mitte März 1845 zum Sekondeleutnant. Als solcher war er von Mai 1851 bis Juli 1852 als Erzieher zum Kadettenhaus Wahlstatt und anschließend in gleicher Funktion bis 3. April 1855 zum Kadettenhaus Berlin kommandiert. Zuletzt war er dort Adjutant von von Steinmetz. Below wurde am 26. April 1855 in das 5. Infanterie-Regiment versetzt und am 16. Oktober 1855 zum Premierleutnant befördert. Er kam am 1. März 1858 als Kompanieführer beim I. Bataillon des 5. Landwehr-Regiments nach Danzig und fungierte anschließend von Februar bis August 1859 als Kompanieführer beim III. Bataillon in Preußisch Stargard. Zwischenzeitlich war Below am 31. Mai 1859 Hauptmann geworden. Als solcher wurde er in das neu errichtete Infanterie-Regiment Nr. 45 versetzt und dort am 19. September 1860 zum Kompaniechef ernannt. Nach knapp fünf Jahren wurde Below in das Infanterie-Regiment Nr. 55 versetzt und nahm im Jahr darauf am Krieg gegen Österreich teil. Er kämpfte im Verband mit der Mainarmee bei Dernbach, Kissingen, Lauffach, Aschaffenburg, Tauberbischofsheim sowie Gerchsheim und machte die Beschießung von Würzburg mit. Er bewährte sich während des Feldzuges so hervorragend, dass ihn sein vorgesetzter General von Goeben mit folgender Begründung zur höchsten preußischen Tapferkeitsauszeichnung, dem Orden Pour le Mérite eingereicht hatte:
Als nach der Einnahme von Bischofsheim der Feind gegen die nur mit drei Kompanien besetzte Stadt Lisière mit Kolonnen einen zweimaligen Offensivstoß machte, führte Hauptmann von Below seine Kompagnie aus Deckung zu Salven auf die unter Gewehr und Grantfeuer liegende Brücke. Die gute Haltung der Kompagnie wie die wohlgezielt abgegebenen Salven trugen nicht bloß dazu bei, daß diese Offensivstöße abgeschlagen wurden, sondern machten die späteren auch unsicher und schwankender.
Below wurde daraufhin am 20. September 1866 der Orden Pour le Mérite verliehen. Nach dem Krieg wurde er als Major in das Infanterie-Regiment Nr. 80 versetzt und übernahm einige Monate später das III. Bataillon in Weilburg. Als Bataillonskommandeur nahm Below mit seinem Regiment am Deutsch-Französischen Krieg teil. Er kämpfte bei Weißenburg und war bei Wörth maßgeblich an der Vernichtung einer französischen Kürassierbrigade beteiligt. Daran schlossen sich die Kämpfe bei Sedan, die Beschießung von Pfalzburg sowie das Gefecht von Issy-les-Moulineaux an. Vor Paris war er als Vorpostenkommandeur tätig und führte hier auch kurzzeitig das Regiment. Für seine Leistungen erhielt Below beide Klassen des Eisernen Kreuzes.
Nach Kriegsende am 18. August 1871 zum Oberstleutnant befördert, kommandierte er weitere zwei Jahre sein Bataillon und wurde am 12. Juli 1873 unter Stellung à la suite mit der Führung des 2. Nassauischen Infanterie-Regiments Nr. 88 beauftragt. Am 2. September 1873 folgte seine Beförderung zum Oberst sowie am 14. Februar 1874 die Ernennung zum Regimentskommandeur. Aufgrund einer zunehmenden Schwerhörigkeit musste Below am 1. Oktober 1876 sein Kommando abgeben und wurde mit der Uniform des Regiments zu den Offizieren von der Armee überführt. Am 19. Oktober 1877 wurde er zum Kommandanten von Glogau ernannt und erhielt zwei Jahre später den Charakter als Generalmajor. Auf Empfehlung und Bitten des Kommandierenden Generals des V. Armee-Korps von Pape wurde Below am 30. März 1881 zum Kommandanten von Posen ernannt. Außerdem erhielt er zu diesem Zeitpunkt das Patent zu seinem Dienstgrad. Für seine Verdienste hatte er am 13. September 1882 den Roten Adlerorden II. Klasse mit Eichenlaub erhalten.
Da Belows Schwerhörigkeit weiter zunahm und eine mündliche Verständigung nur noch äußerst schwierig war, reichte er am 14. April 1885 seinen Abschied ein und wurde mit den Charakter als Generalleutnant und Pension zur Disposition gestellt.
Er erhielt am 11. Juni 1885 die Erlaubnis, die Ehrenbürgerwürde der Stadt Posen anzunehmen. Außerdem verlieh ihm der König in nochmaliger Würdigung seiner langjährigen Verdienste am 18. Januar 1896 den Stern zum Kronenorden II. Klasse.
Von 1892 bis zu seinem Tod war Below Chefredakteur des Deutschen Soldatenhortes.

### Familie
Von Below heiratete am 6. April 1856 in Cosel Alexandra von Lupinski (1827–1898), eine Tochter des preußischen Generalleutnants Vinzent von Lupinski. Aus der Ehe gingen folgende Kinder hervor:
- Otto (1857–1944), preußischer General der Infanterie ⚭ Gerty Pfaff (1874–1945)
- Elsbeth (1860–1922)
- Gertrud (1861–1937)
- Hans (1862–1933), preußischer Generalleutnant
- Anna (1867–1947) ⚭ Karl Siegismund (1861–1932), Kommerzienrat und Verlagsbuchhändler
- Günther (1868–1933), preußischer Oberst a. D., Rechtsritter des Johanniterordens ⚭ 1904 Matilda Julie (Thilding) von Below (1875–1937)